# Dorotea distrikt
Dorotea distrikt är ett distrikt i Dorotea kommun och Västerbottens län. Distriktet ligger omkring Dorotea i Södra Lappland. En mindre del av distriktet (området kring Bellvik) ligger i Ångermanland.

## Tidigare administrativ tillhörighet
Distriktet inrättades 2016 och utgörs av en del av socknen Dorotea i Dorotea kommun
Området motsvarar den omfattning Dorotea församling hade 1999/2000 och fick 1905/1922 efter att Risbäcks församling brutits ut.

## Tätorter och småorter
I Dorotea distrikt finns en tätort och fyra småorter.

### Tätorter
- Dorotea

### Småorter
- Avaträsk
- Lavsjö
- Svanabyn
- Västra Ormsjö